# Luuk Koopmans
Luuk Koopmans (Oss, 18 november 1993) is een Nederlands profvoetballer die functioneert als doelman. Hij maakte in de zomer van 2023 de overstap van ADO Den Haag naar Fortuna Sittard.  

## Clubcarrière

### Jeugd
Koopmans begon bij TOP Oss te voetballen en ging als enige van zijn team over naar Voetbal Academie N.E.C./FC Oss toen de jeugdopleiding samengevoegd werd met die van N.E.C. uit Nijmegen. Hij speelde in het seizoen 2010/11 in de A1 van en ook in Jong NEC/FC Oss en zat enkele wedstrijden op de bank bij het eerste team van N.E.C.. Koopmans koos voor z'n ALO-opleiding en vertrok bij N.E.C.. Hij mocht op stage komen bij West Ham United en Stoke City FC. Die laatste club wilde hem vastleggen, maar wilde geen opleidingsvergoeding betalen.

### FC Oss
In de zomer van 2011 ging hij bij de amateurs van SV OSS '20 spelen. Daar deed hij het goed en werd door plaatsgenoot FC Oss aangetrokken. In het seizoen 2012/13 debuteerde hij in het profvoetbal en werd Koopmans eerste doelman van FC Oss. In het seizoen 2013/14 was hij reserve achter Richard Arends. In het seizoen 2014/15 was Koopmans weer basisspeler en met Oss won hij de derde periode in de Jupiler League waardoor de club zich kwalificeerde voor de nacompetitie.

### Jong PSV
PSV bereikte in april 2015 een akkoord met FC Oss om Koopmans voor het seizoen 2015/2016 over te nemen. Hij tekende in juni een contract voor drie seizoenen met een optie op nog een seizoen. Tijdens zijn eerste seizoen in Eindhoven speelde hij dertien wedstrijden voor Jong PSV, in de Eerste divisie. Koopmans had in die periode regelmatig last van zijn schouder en onderging in juli 2016 een operatie hieraan. 
Hij maakte op 13 januari 2017 zijn rentree in Jong PSV, tijdens een competitiewedstrijd die in 0–0 eindigde uit bij FC Den Bosch. Het was eerste in een reeks van zeven wedstrijden waarna hij weer een schouderblessure opliep. PSV meldde in augustus 2017 dat hij daarom opnieuw onder het mes moest. Deze keer duurde het tot 16 maart 2018 voor hij zijn rentree maakte. PSV verhuurde Koopmans gedurende het seizoen 2018/19 aan MVV Maastricht.

### ADO Den Haag
PSV verhuurde Koopmans gedurende het seizoen 2019/20 aan ADO Den Haag. Dit met de afspraak dat hij daarna een driejarig contract zou tekenen bij laatstgenoemde club. Op 28 oktober 2020 speelde hij met ADO de eerste ronde van de KNVB-Beker tegen Sparta Rotterdam. Hij scoorde in de blessuretijd de gelijkmaker. Hij won met ADO uiteindelijk na penalty’s de wedstrijd. Koopmans begon als eerste keeper, maar werd daarna gepasseerd door Martin Fraisl. Na de degradatie in 2021 werd Koopmans weer eerste keeper. Halverwege het seizoen raakte hij geblesseerd, waarna hij vaker op de bank begon omdat de voorkeur uitging naar Hugo Wentges. 

### Fortuna Sittard
Medio 2023 ging hij naar Fortuna Sittard. Hij maakte zijn debuut voor de Limburgers op 1 november, in de KNVB Beker tegen VV Sparta Nijkerk. Hij mocht een helft keepen en werd daarna gewisseld voor Ivor Pandur. Koopmans is tweede keeper achter Mattijs Branderhorst.

## Clubstatistieken
| Seizoen         | Club             | Competitie      | Competitie | Competitie | Beker | Beker | Overig | Overig | Totaal | Totaal |
| Seizoen         | Club             | Competitie      | Duels      | Goals      | Duels | Goals | Duels  | Goals  | Duels  | Goals  |
| --------------- | ---------------- | --------------- | ---------- | ---------- | ----- | ----- | ------ | ------ | ------ | ------ |
| 2012/13         | FC Oss           | Eerste divisie  | 17         | 0          | 1     | 0     | 0      | 0      | 18     | 0      |
| 2013/14         | FC Oss           | Eerste divisie  | 13         | 0          | 0     | 0     | 0      | 0      | 13     | 0      |
| 2014/15         | FC Oss           | Eerste divisie  | 27         | 0          | 1     | 0     | 2      | 0      | 30     | 0      |
| 2015/16         | Jong PSV         | Eerste divisie  | 13         | 0          | 0     | 0     | 0      | 0      | 13     | 0      |
| 2016/17         | Jong PSV         | Eerste divisie  | 7          | 0          | 0     | 0     | 0      | 0      | 7      | 0      |
| 2017/18         | Jong PSV         | Eerste divisie  | 5          | 0          | 0     | 0     | 0      | 0      | 5      | 0      |
| 2018/19         | → MVV Maastricht | Eerste divisie  | 37         | 0          | 1     | 0     | 0      | 0      | 38     | 0      |
| 2019/20         | → ADO Den Haag   | Eredivisie      | 20         | 0          | 1     | 0     | 0      | 0      | 21     | 0      |
| 2020/21         | ADO Den Haag     | Eredivisie      | 19         | 0          | 2     | 1     | 0      | 0      | 21     | 1      |
| 2021/22         | ADO Den Haag     | Eerste divisie  | 23         | 0          | 2     | 0     | 0      | 0      | 25     | 0      |
| 2022/23         | ADO Den Haag     | Eerste divisie  | 6          | 0          | 2     | 0     | 0      | 0      | 8      | 0      |
| 2023/24         | Fortuna Sittard  | Eredivisie      | 5          | 0          | 1     | 0     | 0      | 0      | 6      | 0      |
| 2024/25         | Fortuna Sittard  | Eredivisie      | 0          | 0          | 0     | 0     | 0      | 0      | 0      | 0      |
| Carrière totaal | Carrière totaal  | Carrière totaal | 171        | 0          | 9     | 1     | 2      | 0      | 182    | 1      |

Bijgewerkt op 21 augustus 2024.

## Erelijst
| Kampioen Eredivisie  | 2x | 2015/16, 2017/18 |
| Johan Cruijff Schaal | 2x | 2015, 2016       |